# Settebello
De Settebello was een luxetrein tussen Milaan en Rome.

## Rapido
De luxe rapido werd in 1952 nog naamloos in de dienstregeling opgenomen. De dienst werd uitgevoerd met twee treinstellen van het type ETR 300 die tegelijk uit Milaan en Napels vertrokken voor de rit van 839 km. Al na een jaar werd het traject ingekort tot de 632 km tussen Milaan en Rome. De ETR 300 was nog gebouwd volgens de eerste klas normen van voor 1956 en daardoor zeer luxueus uitgevoerd. Aan boord waren gastvrouwen die vier talen spraken en in de boord-kiosk konden diverse kranten gekocht worden. De grote bagage werd in een aparte bagage ruimte opgeslagen. In 1968, toen de trein al 16 jaar reed, werd de treindienst Settebello genoemd naar de bijnaam van de ETR 300. De naam Settebello of Il Settebello (Nederlands: De Gelukkige 7), is een verwijzing naar een kaart met diamanten uit het Italiaanse kaartspel Scopa en de zeven bakken van het treinstel.

## Trans Europ Express

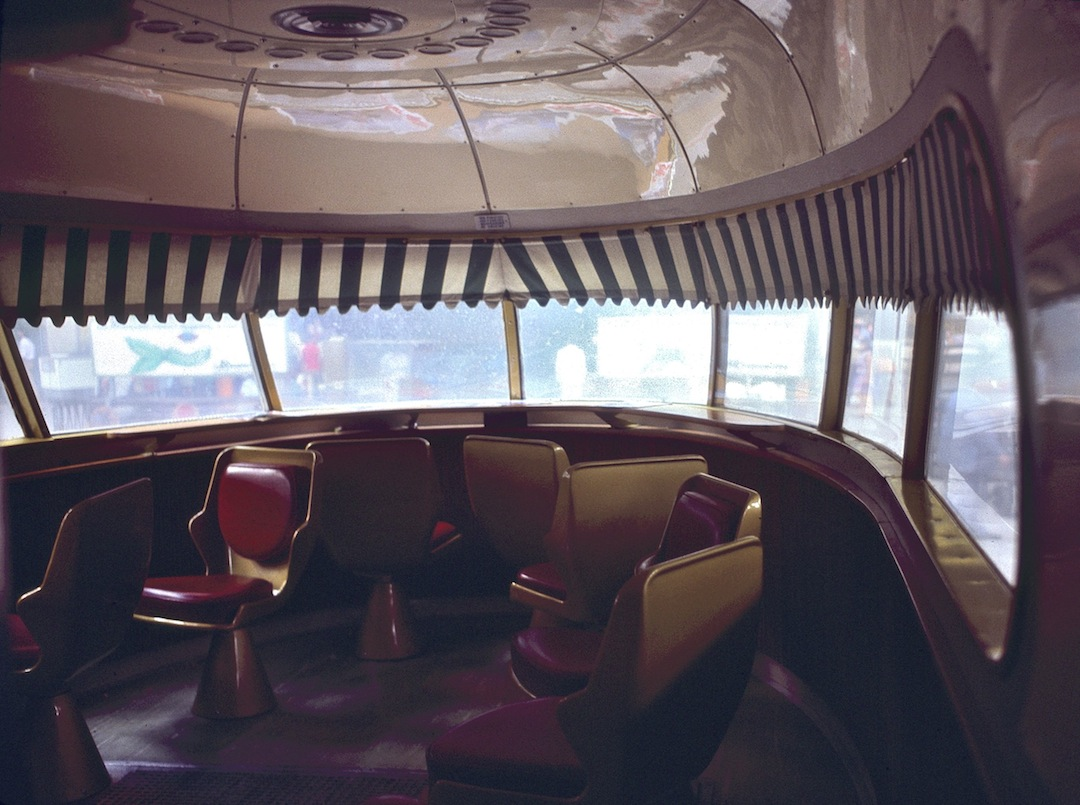
De salon van de TEE Settebello (1983)

Tijdens de introductie van binnenlandse Trans Europ Express (TEE)-treinen in 1973 en 1974 is op 26 mei 1974 ook de Settebello als TEE gekwalificeerd. Op het traject Rome - Milaan werd toen ook een avondtrein, de TEE Ambrosiano, met getrokken rijtuigen geïntroduceerd. Daarmee ontstond op dit traject een vergelijkbare situatie als bij de TEE Capitole in Frankrijk. Op 2 juni 1984 reed de ETR 300 voor het laatst in TEE dienst. De volgende dag werd de trein omgedoopt in TEE-Colosseo, vernoemd naar het Colosseum in Rome en werd de dienst voortgezet met getrokken rijtuigen.

### Route en dienstregeling
| MR    | land   | station         | km  | RM    |
| ----- | ------ | --------------- | --- | ----- |
| 07:50 | Italië | Milano Centrale | 0   | 13:40 |
| 09:37 | Italië | Bologna         | 218 |       |
| 10:44 | Italië | Firenze         | 314 |       |
| 13:25 | Italië | Roma Termini    | 630 | 07:55 |